# Waltzing Matilda

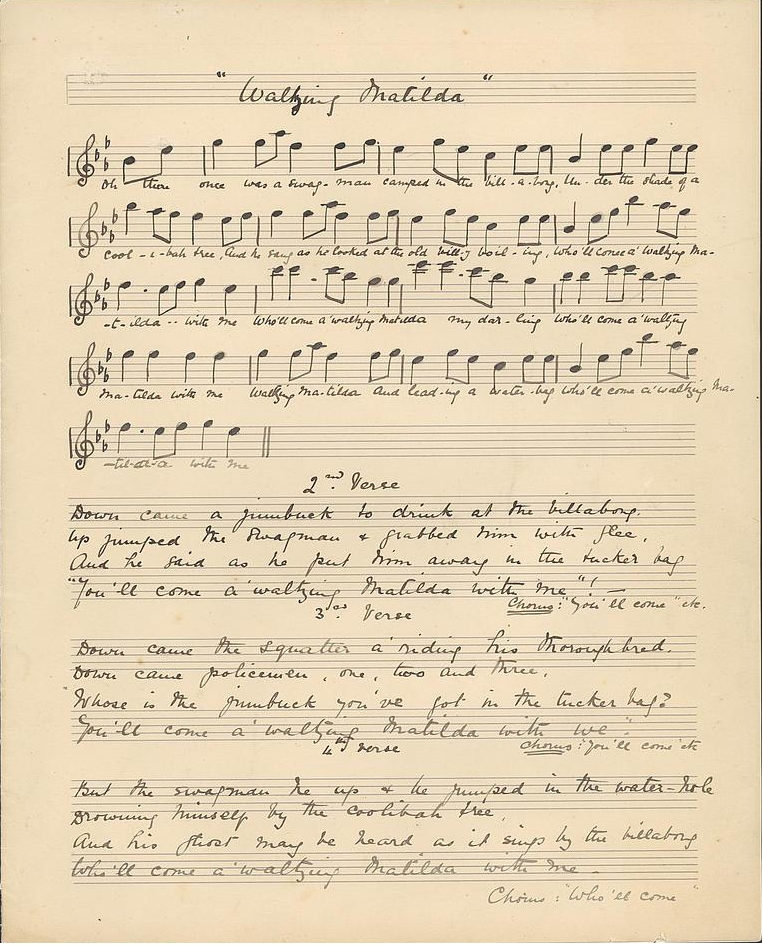
Manuscrisul original al cântecului (1895)

Waltzing Matilda este un cântec  în stilul poeziei și muzicii populare australiene numit bush ballad. Este considerat imn național neoficial al Australiei.